# Man in the Mirror
"Man in the Mirror" é o quarto single do álbum Bad, do cantor Michael Jackson, em 1988. Foi performada pela primeira vez ao vivo no Grammy Awards 1988 junto com "The Way You Make Me Feel". A canção esteve no topo da parada da Billboard Hot 100 por duas semanas consecutivas.

## Música
A letra da canção foi composta por Glen Ballard e Siedah Garrett, que também empresta seus vocais a canção. Garrett escreveu a letra da canção quando estava indo para o estúdio gravar "I Just Can't Stop Loving You", ela viu seu rosto no espelho do carro e então veio a inspiração. A letra fala que a mudança que queremos ver no mundo e que tem que começar por nós mesmos. A canção foi organizada tendo como "backing vocals" um coro gospel. A canção mistura música pop com gospel, o que inspiraria mais tarde cantores como George Michael e a cantora Madonna a fazer algo parecido no seu hit Like a Prayer. Inclusive Siedah foi vocalista de Madonna durante a Re-Invention Tour, em 2004.
A canção foi o encerramento do funeral de Jackson, a versão instrumental tocava enquanto uma luz no palco indicava sua ausência. No filme This Is It, Jackson também performa a canção.

## Videoclipe
Existem duas versões do vídeo. Uma apresentada no filme Moonwalker, que é uma versão estendida ao vivo, e a outra versão apresenta momentos históricos e personalidades importantes da história mundial, como Martin Luther King e John Lennon.

## Performances ao vivo
"Man in the Mirror" teve uma das mais célebres interpretações já feitas por Michael Jackson. Primeiro ele a performou em 1988 no Grammy Awards, alcançando uma grande repercussão. Também foi executada na segunda parte do Bad World Tour, entre eles, para o filme Moonwalker e no Estádio de Wembley (que foi recentemente remasterizado para o DVD e CD ao vivo, parte da coletânea Bad 25). Mas foi na Dangerous World Tour que Michael faz o maior desempenho da música em uma versão estendida. Após cantar toda a canção, ele sai voando sobre o público, que vai ao delírio. A música ainda foi executada na segunda parte da Bad World Tour. Jackson ainda executou a canção no Royal Concert Brunei em 1996 e pela última vez no concerto beneficente United We Stand em 2001, mas esse desempenho não passou na televisão devido a contrato de Jackson com outra emissora. Ele iria performar esta mesma última canção no turnê This Is It.